# Skalní sruby Jizery
Přírodní památka Skalní sruby Jizery, která byla vyhlášena v roce 1979, se nachází na katastrálním území obce Ptýrov nedaleko zámku Klášter Hradiště nad Jizerou v okrese Mladá Boleslav ve Středočeském kraji. Chráněné území je v péči Krajského úřadu Středočeského kraje.

## Předmět ochrany
Předmětem ochrany jsou specifické geomorfologické tvary na pravém břehu řeky Jizery poblíž jejího soutoku se Zábrdkou – skalní sruby s pseudokrasovými výklenky, které vzniklý boční erozí říčního toku. Jedná se o jednu z nejzajímavějších forem vhloubeného zvětrávání pískovců.

## Popis oblasti
Chráněnou památku tvoří strmý sráz na břehu řeky v délce jednoho kilometru s boční erozí vytvořeným výklenkem o délce 315 metrů s maximální hloubkou pět metrů a výškou dva až tři metry. Podél výklenku (skalní římsy) vede v celé délce úzká pěšina.
Botanický průzkum na této lokalitě prokázal 78 druhů vyšších rostlin, zoologická inventarizace zjistila 16 druhů brouků, 25 druhů motýlů, z obojživelníků ropuchu obecnou (Bufo bufo), skokana hnědého (Rana temporaria) a skřehotavého (Pelophylax ridibundus), z plazů ještěrku obecnou (Lacerta agilis) a 10 druhů pavouků. Při ornitologickém průzkumu bylo potvrzeno 20 druhů pěvců a 2 nepěvci. Při břehu byla spatřena i lovící volavka popelavá (Ardea cinerea). Lokalita má ornitologickou zvláštnost - výskyt konipase horského (Motacilla cinerea) v počtu nejméně dvou párů zde hnízdících.

## Horolezectví
Přírodní památka byla poničena uměle zabetonovanými horolezeckými chyty.